# مارغريت ستيوارت
مارغريت ستيوارت (بالإنجليزية: Margaret of Scotland )‏ (و. 1424 – 1445 م) هي أرستقراطية من إسكتلندا، وفرنسا، ولدت في بيرث، توفيت عن عمر يناهز 21 عاماً، بسبب اضطراب النفاس.